# NGC 1664
NGC 1664 è un ammasso aperto visibile nella costellazione dell'Auriga.

## Osservazione

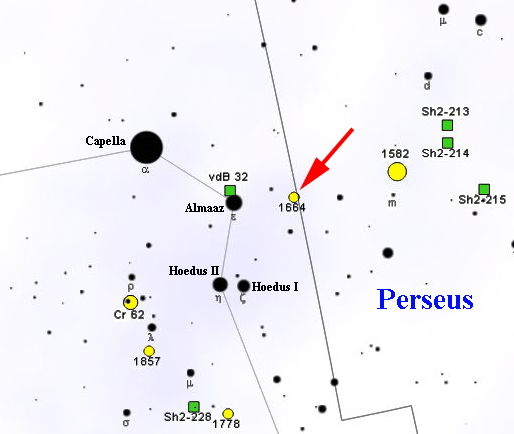
Mappa per individuare NGC 1664.

Si individua presso il confine con Perseo, in direzione di un ricco campo stellare; lo si può scorgere facilmente con un binocolo 10x50 o di poco maggiore, 1,5 gradi ad ovest della stella ε Aurigae, attraverso il quale appare come una macchia chiara allungata in senso NW-SE. Un telescopio da 120mm di apertura risolve anche la parte più addensata dell'oggetto, che presenta una fila di stelline di decima e undicesima magnitudine disposte in modo da formare una lettera "T" rovesciata. A sud è dominato da una stella azzurra di settima, probabilmente estranea all'ammasso stesso.
La declinazione moderatamente settentrionale di quest'ammasso favorisce gli osservatori dell'emisfero nord, sebbene si presenti circumpolare solo a partire da latitudini elevate; dall'emisfero australe la sua osservazione risulta penalizzata in particolare dalle regioni situate a elevate latitudini meridionali. Il periodo migliore per la sua osservazione nel cielo serale è quello compreso fra ottobre e marzo.

## Storia delle osservazioni
NGC 1664 venne individuato per la prima volta da William Herschel nel 1786 attraverso un telescopio riflettore da 18,7 pollici; suo figlio John Herschel lo riosservò in seguito e lo inserì poi nel suo General Catalogue of Nebulae and Clusters col numero 907.

## Caratteristiche
NGC 1664 è un ammasso piuttosto appariscente, anche se le sue componenti sono poco numerose e non molto brillanti; la sua distanza è stimata attorno ai 1200 parsec (circa 3900 anni luce), corrispondente a una regione situata sul bordo esterno del Braccio di Orione, a una distanza non molto elevata dalla grande associazione OB Camelopardalis OB1.
Si tratta di un ammasso aperto di età intermedia, stimata attorno ai 300 milioni di anni; in ciò viene spesso considerato simile, come caratteristiche, ai ben più brillanti ammassi delle Iadi e del Presepe, sebbene questi siano di età più avanzata. Analisi condotte su oltre 200 stelle visibili nella sua direzione hanno permesso di individuare 57 stelle quasi certamente facenti fisicamente parte dell'ammasso, fra le quali vi sono alcune stelle variabili del tipo δ Sct con ridottissime escursioni di luminosità.